# Recepta electrònica
La recepta electrònica és un document digital en el qual hi consta el pla de medicació individualitzat d'una persona. En aquest document hi consten els fàrmacs, les dosis, el temps previst del tractament i la freqüència d'aquest. A més a més, en aquest pla de medicació hi apareix el cost del tractament. Amb aquest nou sistema de recepta electrònica s'afavoreix a la disminució i progressiva desaparició de la recepta en paper.
Aquesta contempla tres tipus de tractaments: llarg termini, curt termini o en cas de necessitat.

## Funcionament
El funcionament de la recepta electrònica és molt senzill. El facultatiu farà el pla de medicació i quedarà registrat a un programa informàtic. Un cop a la farmàcia cal presentar la targeta sanitària i de forma totalment confidencial i segura el farmacèutic podrà veure quines medicacions pot dispensar o no segons la freqüència i durada del tractament.

## Beneficis
L'ús de la recepta electrònica comporta tota una sèrie de beneficis. Pel que fa la renovació de la recepta, no caldrà anar al cap ja que fins a la data de fi de vigència del tractament en el pla de medicació a la farmàcia es podrà dispensar el tractament. A més a més, permet millorar la coordinació entre tots els professionals i diferents centres assistencial ja que la medicació pautada per un facultatiu podrà ser visualitzada per un altre. A més a més, afavoreix a l'ús racional i conscient dels medicaments.

## Casos en els quals no es pot utilitzar
Hi ha tota una sèrie de situacions en les quals no es pot utilitzar la recepta electrònica: mutualistes (MUFACE, ISFAS...), pacients sense prestació farmacèutica de CatSalut, pacients sense targeta sanitària individual, fórmules magistrals, en atenció domiciliària i quan s'han de recollir medicaments fora de Catalunya, excepte en el cas que s'hagi de fer dins l'Estat espanyol i es compleixin alguns requisits.